# Charmois (Meurthe i Mozela)
Charmois – miejscowość i gmina we Francji, w regionie Grand Est, w departamencie Meurthe i Mozela.
Według danych na rok 1990 gminę zamieszkiwało 196 osób, a gęstość zaludnienia wynosiła 36 osób/km² (wśród 2335 gmin Lotaryngii Charmois plasuje się na 849. miejscu pod względem liczby ludności, natomiast pod względem powierzchni na miejscu 971.).